# Хатояма (Сайтама)

35°58′54″ пн. ш. 139°20′3″ сх. д. / 35.98167° пн. ш. 139.33417° сх. д.
Хатоя́ма (яп. 鳩山町, はとやままち, МФА: [hatojama mat͡ɕi̥]) — містечко в Японії, в повіті Хікі префектури Сайтама. Станом на 1 жовтня 2008 площа містечка становила 25,71 км². Станом на 1 січня 2009 населення містечка становило 15 496 осіб.